# Virtual Festival of Aerobatic Teams
El VFAT (en español Festival Virtual de Equipos Acrobáticos) es el mayor espectáculo aéreo virtual del mundo, que usa los simuladores de vuelo Lock On e IL-2 Sturmovik: 1946. El VFAT es comparable a los grandes festivales aéreos interanacionales como RIAT o MAKS del mundo real.
Se celebra cada año en el mes de noviembre o diciembre y los espectadores pueden ver la exhibición aérea virtual en vivo utilizando la tecnología de transmisión por Internet. La exhibición aérea virtual suele atraer un total de 5.000 a 10.000 espectadores durante el fin de semana que dura el festival.
Normalmente los pilotos simulan las maniobras de patrullas acrobáticas como la Patrouille Suisse, Thunderbirds, Blue Angels, Russian Knights, Blue Impulse, etc., aunque sin embargo muchos equipos también crean sus propias espectaculares exhibiciones en vez de recrear las de la vida real.

## Historia
El primer VFAT fue el 18 y 19 de noviembre de 2005. Seis equipos acrobáticos de Lock On y tres pilotos de acrobacia en solo se reunieron en un servidor y mostraron sus exhibiciones mutuamente. Hubo acerca de 50 espectadores, y debido a la alta afluencia de público y tráfico, algunos servidores se colapsaron.
El segundo VFAT tuvo lugar los días 17 y 18 de noviembre de 2006 en los que asistieron siete equipos acrobáticos y cuatro pilotos de acrobacia en solo mostraron sus habilidades para un grupo reducido de 30 espectadores. La rápida publicación de los vídeos grabados durante el vuelo atrajo aún más espectadores durante el fin de semana.
El tercer VFAT fue el 16, 17 y 18 de noviembre de 2007 en el cual participaron trece equipos virtuales y cinco pilotos de acrobacia en solo se mostró por primera vez vía Internet a todo el mundo utilizando tecnología de transmisión por Internet. Debido al uso de esta tecnología, los espectadores ya no tienen que disponer del simulador y el VFAT pasó a ser accesible por muchos más público. El VFAT de 2007 fue visto en directo por 4.500 espectadores y las repeticiones se han descargado 21.000 veces durante un período de un año.